# 松岡昌宏
松岡昌宏（日语：／ Matsuoka Masahiro，1977年1月11日—），日本偶像、男演員，於傑尼斯事務所旗下樂團型態的偶像團體TOKIO中擔任鼓手。北海道札幌市出身。畢業於堀越高等學校。

## 演出作品

### 現在
- TOKIOカケル／富士电视台
- 鐵腕DASH（ザ!鉄腕!DASH!!）／日本電視台
- 二軒目どうする?〜ツマミのハナシ〜 2017年4月 - ／東京電視台

### 過去
- SportsPartyただいま夢中!
- Toki-Kin（和KinKi Kids一起主持）
  - KINKI：KinKi大冒险 （1996年4月7日 - 1996年9月29日／日本电视台）
  - KinKi大放送 （1996年10月6日 - 1998年3月29日／日本电视台）
  - 如果输了那可不行 （1996年10月14日 - 1997年3月17日／富士电视台）
  - Toki-kin快车！喜欢的事 （1996年10月16日 - 1997年3月12日／TBS）
- Mentore Training（メントレG的前身）
- 東京小子（メントレG）／富士電視台
  - 在台灣播出時的名稱有「東京小子G情報」（三立都會台）、「算命大師」（TVBS）、「東京小子」（國興衛視）
- 5LDK／富士电视台
- Tokyo Live 22時（トーキョーライブ22時 〜ニチヨルまったり生放送中〜） 2014年10月 - 2015年9月／東京电视台
- 〜突撃!はじめましてバラエティ〜イチゲンさん 2015年10月 - 2017年3月／東京電視台

### 電視劇

#### 連續劇
- 老師！我愛你（愛してるよ!先生） 1990年7月 - 9月／TBS／飾  井波純二
- 草莓白皮書（いちご白書） 1993年1月11日－3月15日／朝日電視台／飾  蘆田洋二
- 再見了！螞蟻（アリよさらば） 1994年4月15日－7月1日／TBS／飾  中島順一
- 任性的老師（先生はワガママ） 1994年7月5日－8月30日／朝日電視台／飾  吉井實
- 花之亂（大河ドラマ「花の乱」） 1994年10月23日－12月／NHK／飾  足利義尚
- 妻之戀（妻の恋） 1995年9月25日－10月19日／NHK／飾  村瀨勇一
- 雙姝情緣（ベストフレンド） 1995年10月16日－12月11日／日本電視台／飾  和泉圭太郎
- 秀吉（大河ドラマ「秀吉」） 1996年4月14日－7月21日／NHK／飾  森蘭丸
- 沒有星星的晚上（ゆずれない夜） 1996年10月15日－12月17日／富士電視台／飾  矢場耕一
- 感應少年EIJI（サイコメトラーEIJI） 1997年1月11日－3月15日／日本電視台／主演・明日真映兒
  - 感應少年EIJI2（サイコメトラーEIJI2） 1999年10月16日－12月18日
- 秀逗小護士2（ナースのお仕事2） 1997年10月14日－12月23日／富士電視台／飾  牧原耕太郎
- 愛與和平（LOVE&PEACE） 1998年4月18日－7月4日／日本電視台／主演・堀口建太
- 離天國最近的男人（天国に一番近い男） 1999年1月8日－3月19日／TBS／主演・甘粕四郎
- 美少年警探（ショカツ） 2000年4月11日－6月27日／富士電視台／主演・羽村斗馬
- 離天國最近的男人2（天国に一番近い男～教師編） 2001年4月13日－6月29日／TBS／主演・隠岐之島和也
- 秀逗男護士（ナースマン） 2002年1月19日－3月25日／日本電視台／主演・高澤裕次郎
  - 秀逗男護士2（ナースマンがゆく） 2004年10月16日－12月11日／主演・高澤裕次郎
- 武藏MUSASHI（大河ドラマ武蔵） 2003年1月5日－12月7日／NHK／飾  佐佐木小次郎
- 曼哈頓愛情故事（マンハッタンラブストーリー） 2003年10月9日－12月18日／TBS／主演・店長
- 夜王（夜王～YAOH～） 2006年1月13日－3月24日／東京放送／主演・的場遼介
- 必殺仕事人（必殺仕事人） 2007年7月7日／朝日電視台／飾 畫師 經師屋的涼次
  - 必殺仕事人2007 2007年7月7日
  - 必殺仕事人2009 2009年1月 - 6月
  - 必殺仕事人2010 2010年7月10日
  - 必殺仕事人2012 2012年2月19日
  - 必殺仕事人2013 2013年2月17日
  - 必殺仕事人2014 2014年7月27日
  - 必殺仕事人2015 2015年11月29日
  - 必殺仕事人2016 2016年9月25日
  - 特別電視劇 必殺仕事人 2018年1月7日
  - 必殺仕事人2019 2019年3月10日
  - 必殺仕事人2022 2022年1月9日
- 新美味關係（フジテレビ） 2007年11月17日／富士電視台／主演・山岡士郎
  - 新美味關係 2007年
  - 新美味關係PART2 2007年
  - 新美味關係PART3 2009年11月
- 暴走兄妹（ヤスコとケンジ） 2008年7月12日／日本電視台／主演・沖健兒
- 怪物王子（怪物くん） 2010年4月17日／日本電視台／飾　惡魔王子
- 高中生餐廳（高校生レストラン） 2011年5月7日／日本電視台／主演・村木新吾
- 工作大未來—從13歲開始迎向世界（13歳のハローワーク） 2012年1月13日／朝日電視台／主演・小暮鐵平
- 澪之料理帖（みをつくし料理帖） 2012年9月22日／朝日電視台／飾  小松原（小野寺數馬）
- 破案蜥蜴（潜入探偵トカゲ） 2013年4月－6月／TBS／飾  寺島秀司
- 同學會後愛上你～人三次戀愛～（同窓生〜人は、三度、恋をする〜） 2014年7月10日－9月11日／TBS／飾  櫻井遼介
- 大江戸捜査網2015（大江戸捜査網2015〜隠密同心、悪を斬る!）2015年1月2日／東京電視台／飾  秋草新十郎
- 家政夫三田園（家政夫のミタゾノ）2016年10月21日－12月9日／朝日電視台／主演・三田園薰
  - 家政夫三田園2（家政夫のミタゾノ2）2018年4月20日－6月8日
  - 家政夫三田園3（家政夫のミタゾノ3）2019年4月19日－6月7日
  - 家政夫三田園4（家政夫のミタゾノ4）2020年4月24日－7月24日
  - 家政夫三田園5（家政夫のミタゾノ5）2022年4月22日－6月10日
  - 家政夫三田園6（家政夫のミタゾノ6）2023年10月10日－12月5日
  - 家政夫三田園7（家政夫のミタゾノ7）2025年1月14日－
- 大戀愛～和忘記我的你（大恋愛〜僕を忘れる君と) 2018年10月12日－12月14日／TBS／飾 井原侑市
- 死役所（死役所）2019年10月17日－12月19日／東京電視台／主演・市村正道
- 密告之歌 警視廳監察檔案（密告はうたう 警視庁監察ファイル）2021年8月22日－9月26日／WOWOW／主演・佐良正輝
  - 密告之歌2 警視廳監察檔案（密告はうたう2 警視庁監察ファイル）2024年8月11日－9月29日
- 逃亡醫F（逃亡医F）2022年1月5日－3月19日／日本電視台／飾 八神拓郎

#### 單篇
- 助教授 一色麗子 法醫學教室之女 （1991年7月6日／日本電視台／第1集飾  伊勢圭一）
- 世界奇妙物語『只有3天的王牌投手』 （1991年11月21日／富士電視台／飾  一彦）
- 為母親喝采  おふくろに…喝采! （1992年5月8日／富士電視台／飾  菅原朋）
- 也有想哭的夜晚  泣きたい夜もある～出発～（1993年7月25日／TBS／飾  渡邊彰一）
- 大型時代劇『大忠臣蔵』（1994年1月1日／TBS／飾  大石主税）
- 火曜懸疑劇『孤獨的歌聲』（1994年3月22日／日本電視台／飾  芳川潤平）
- 桃太郎侍Ⅲ  將軍和御落胤（1994年3月31日／朝日電視台／飾  德川豐千代）
- 老媽的反擊 おふくろの逆襲（1995年6月2日／富士電視台／飾  尾崎研二）
- 家族～あなたは父を愛せますか～（1995年10月6日／TBS／飾  淺野裕二）
- 日本一短い「母」への手紙3（1996年4月5日／日本電視台／飾  松本孝宏）
- さすらいの女パチプロ演歌のすみれ登場編（1996年4月8日／日本電視台／飾  澤島孝）
- 離天國最近的男人  特別篇SP（1999年9月24日／TBS／主演・甘粕四郎）
- 感應少年  特別篇SP（2000年9月24日／日本電視台／主演・明日真映兒）
- 離天國最近的男人  世紀末特別篇（2000年12月29日／TBS／主演・甘粕四郎）
- 一步登天  成りあがり（2002年11月23日／富士電視台／主演・矢澤永吉）
- 明智小五郎VS金田一耕助（2005年2月26日／朝日電視台／飾  明智小五郎）
- 風林火山（2006年1月8日／朝日電視台／飾  武田信玄）
- 信長之棺（2006年11月5日／朝日電視台／飾  織田信長）
- 馬拉松（2007年9月20日／TBS／飾  野口洋二）
- 我的可愛已經快到有效期限!?（2022年5月15日／朝日電視台／第5集飾  三田園薰）
- 上班族殺手（2023年11月17日／朝日電視台／第4集飾  三田園薰）

### 廣播
- TOKIO Night Club m.a.b.o（日本放送）

毎週六22:00～22:30　與長瀨智也輪流主持
- 松岡昌宏的All Night Nippon（日本放送）
- TOKYO WALKER（FM NACK5）
- 松岡昌宏の彩り埼先端（FM NACK5）

### 電影
- 哥吉拉 最後戰役（Godzilla Final Wars）
- 大力士（Hercules）日文版大力士配音
- 電影怪物王子 - 惡魔王子

### 舞台劇
- 少年隊音樂劇PLAYZONE「新世紀～EMOTION～」（2001年）
- 須佐之男～神劍物語～スサノオ～神の剣の物語～（2002年）
- TRUE WEST（2004年）與後輩嵐的大野智飾演兄弟
- JAILBREAKERS～ジェイルブレイカーズ（2006年）
- KANSAI SUPER SHOW 太陽之船（2007年）
- 灰色金絲雀（2012年）
- Lost in Yonkers（2013年）
- Danny與深藍色的海（2017年）
- 江戶在燃燒嗎 TOUCH AND GO（2018年）
- 新・6週間的Dance Lesson（2018年）
- 東京教父（2021年）
- 家政夫三田園 THE STAGE 〜寺廟怪人〜（2022年）

### 遊戲
- 玻璃薔薇（玻璃ノ薔薇）（2003年）

一款PlayStation 2電動遊戲。主角是為松岡量身打造，並由本人出任聲優。

## 獎項
| 年份   | 名稱                    | 獎項     | 得獎者         | 結果 |
| ------ | ----------------------- | -------- | -------------- | ---- |
| 2003年 | 第39回日劇學院賞        | 男主角獎 | 曼哈頓愛情故事 | 提名 |
| 2016年 | 第6回CONFiDENCE日劇大獎 | 男主角獎 | 家政夫三田園   | 獲獎 |
| 2016年 | 第91回日劇學院賞        | 男主角獎 | 家政夫三田園   | 提名 |

## 關聯項目
- 傑尼斯事務所
- J-FRIENDS
- TOKIO團員：

長瀨智也
国分太一
城島茂